# Дьяченко, Ольга Михайловна
Ольга Михайловна Дьяченко (1948—1998) — советский и российский учёный в области педагогики и психологии, доктор педагогических наук (1990). Член-корреспондент РАО (1992). Лауреат Премии Правительства Российской Федерации в области образования (1998).

## Биография
Родилась 16 августа 1948 года в Благовещенске.
С 1967 по 1971 год обучалась на Факультете психологии МГУ. С 1971 по 1998 год работала в  Институте дошкольного воспитания АПН СССР — Исследовательском центре семьи и детства РАО в должностях — научного сотрудника и заведующей лаборатории психологии способностей и творчества. Помимо научной занималась и педагогической деятельностью, на базе факультетов дошкольного воспитания Московского педагогического государственного университета и Московского государственного психолого-педагогического университета, О. М. Дьяченко разрабатывалась система подготовки студентов по практической психологии для дошкольных учреждений.
В 1975 году О. М. Дьяченко защитила диссертацию на соискание учёной степени кандидат психологических наук по теме: «Использование схематизированного образа в дошкольном возрасте» научным руководителем её работы был профессор Л. А. Венгер, в 1990 году — доктор психологических наук по теме: «Использование схематизированного образа в дошкольном возрасте». В 1992 году  была избрана член-корреспондентом РАО по Отделению психологии и возрастной физиологии.
Основная научно-исследовательская деятельность О. М. Дьяченко была связана с вопросами в области исследования развития творчества и познавательных способностей детей, развитием воображения и детской одарённости детей дошкольного возраста. Основное внимание уделяла вопросами в области разработки  
образовательных программ для детей дошкольного возраста. В 1998 году программа  «Развитие» под её руководством была удостоена Премии Правительства Российской Федерации в области образования. О. М. Дьяченко являлась автором более ста пятидесяти научных работ, в том числе: «Родителям о психическом развитии дошкольников» (1984), «Воображение дошкольника» (1986), «Чего на свете не бывает» (1994), «Педагогическая диагностика по программе «Развитие»: младший и средний возраст» (1995); «Диагностика умственного развития детей старшего дошкольного возраста» «Развитие воображения дошкольника», «День за днем. Хрестоматия для детей 3-5 лет» , «Роль слова в развитии воображения дошкольника» и «Слово и образ в решении познавательных задач дошкольниками» (1996), «Одаренный ребенок» (1997),  «Введение в дошкольную практическую психологию» (1998).
Скончалась 1 ноября 1998 года в Москве на 51-м году жизни.

## Премии
- Премия Правительства Российской Федерации в области образования (1998 — «за участие и руководство программой «Развитие»»)[1]